# トリシン (緩衝剤)
トリシン (英: tricine) は緩衝剤に使われる有機化合物である。トリス (tris) とグリシン (glycine) の誘導体であるので、トリシン (tricine) という名がついた。アミノ酸であり、緩衝領域は pH 7.4-8.8 である。白色の結晶粉末は水に可溶であり、その溶液の pH は 4.4-5.2 である。pKa1 は 2.3 (25 °C)、pKa2は 8.15 (20 °C) である。ビシンとともに、グッドバッファーのひとつである。グッドはクロロプラストの反応において初めてトリシンを用いた。

## 用途
トリシンは電気泳動の緩衝液に広く使われ、細胞ペレットの再懸濁液にも使われる。グリシンよりも強く負に帯電しているのでそれだけ速く移動する。加えて、イオン強度が大きいので大きなタンパク質より小さなイオンの動きを促進する。これにより、分子量の低いタンパク質はより濃度の低いアクリルアミドゲルに低い割合で分離される。トリシンを用いると 1-100 kDa のタンパク質を分離することができる。25 mmol/L のトリシンの緩衝液は、ホタルルシフェラーゼを用いたATP分析による10項目のテストにより、最も有効な緩衝液とされた。
放射線膜損傷の研究により、トリシンはヒドロキシルラジカルの効果的な捕捉剤でもあることがわかった。